# Osmia subtersa
Osmia subtersa là một loài Hymenoptera trong họ Megachilidae. Loài này được Cockerell mô tả khoa học năm 1930.